# Yin Zheng
Yin Zheng (chiń. 殷正; ur. 7 marca 1996 w Jincheng) – chiński skeletonista, olimpijczyk z Pekinu 2022.
Mieszka w Pekinie.

## Kariera
W Pucharze Świata zadebiutował w 2020 w Siguldzie. Jego pierwszym dużym turniejem międzynarodowym były igrzyska olimpijskie w Pekinie.

## Udział w zawodach międzynarodowych
| Impreza | Rok | Gospodarz | Miejsce |                      |      |       |    |
| ------- | --- | --------- | ------- | -------------------- | ---- | ----- | -- |
| Impreza | Rok | Gospodarz | Miejsce | Igrzyska olimpijskie | 2022 | Pekin | 5. |

### Puchar Świata
Miejsca w klasyfikacji generalnej
| Sezon     | Miejsce |
| --------- | ------- |
| 2019/2020 | 32.     |
| 2021/2022 | 39.     |